# Ахмадова, Хава Лолиевна
Ахма́дова Хава́ Лоли́евна (род. 7 февраля 1971) — советская и российская актриса, театральный режиссёр, телережиссёр, телеведущая, поэтесса, певица, художественный руководитель-директор Чеченского государственного драматического театра имени Героя Советского Союза Ханпаши Нурадилова, ранее — основатель, художественный руководитель-директор Чеченского государственного Молодёжного театра «Серло» («Свет»); Заслуженный работник культуры Российской Федерации (2020), Народная артистка Чеченской Республики (2017), Заслуженный деятель искусств Чеченской Республики (2008), председатель Регионального отделения Союза театральных деятелей РФ по ЧР, член Гильдии театральных режиссёров России.

## Биография
Окончила среднюю школу № 18 в Грозном. После выпускных экзаменов была приглашена в труппу Чечено-Ингушского драматического театра имени Ханпаши Нурадилова тогдашним главным режиссёром Мималтом Солцаевым. Сыграла целый ряд ролей.
Образование: Чечено-Ингушский государственный университет, актёрское отделение(1995).; Московская Академия переподготовки работников искусства, культуры и туризма (специальность: «Режиссура драматического театра»; 2013)
Режиссерский дебют Ахмадовой - комедия «Башня, построенная на льду» - состоялся в 2009 году. Постановка имела успех, и оценивший ее Рамзан Кадыров дал добро на создание молодежного театра под руководством Ахмадовой. В 2009 году в Грозном был открыт молодежный театр «Серло», который в 2014 году был объединен с Чеченским государственным драматическим театром имени Ханпаши Нурадилова, и новый коллектив также поручили возглавить Ахмадовой.
Хава Ахмадова ведет на Чеченском государственном телевидении еженедельную авторскую музыкально-познавательную передачу «Голоса Родины».
Также пишет стихи, поёт, является создателем видеоклипов. Ею записаны несколько аудиодисков.
Режиссёр политических спектаклей («Ушедший за саваном» — 2011, «Люди в ночи» — 2013), эпической драмы «Выше гор», премьера которой состоялась в Москве (23 мая 2017 г.) и получила высокие оценки в московской прессе (Дмитрий Родионов «Легенда о Гойсуме», журнал «Сцена», № 4 за 2017 г.; Елена Глебова «Вопросы чести и прощения», журнал «Страстной бульвар,10», № 2-202 за 2017 г.), и других постановок.
Награждена в 2018 году чеченским Почётным знаком «За трудовое отличие»

## Спектакли
Как режиссёр:
Чеченский государственный драматический театр имени Героя Советского Союза Ханпаши Нурадилова (с 2014 г.):
- «Выше гор»
- «Годы великих испытаний»
- «В родном краю, на родном языке» — 1 часть
- «В родном краю, на родном языке» — 2 часть
- «Мой путь»
- «Ханума»
- «Когда рушится мир»
- «Весёлое колесо»
- «Наследие героя»
- «Большая земля»
- «Они защищали честь Родины»

Чеченский государственный Молодежный театр «Серло» («Свет», 2009—2014)
- «Веретено жизни»;
- «Ветер скорби и памяти»;
- «Башня, построенная на льду»;
- «Денисолт»;
- «Ушедший за саваном»;
- «Время героев»;
- «Воин света»;
- «Воин справедливости и правды»
- «Люди в ночи»
- «Белый дом в цветущем саду»
- «Поляна в лесу»
- «Рассказы о Кунта-Хаджи Кишиеве»
- «Вестник свободы»

### Как актриса (2009—2018 гг.)
- «Ночной переполох»
- «И ещё три выстрела»
- «Реальный Бальзаминов»
- «В родном краю, на родном языке»-2
- «Земля отцов»
- «Соседи»
- «Чудаки»
- «Свекровь»
- «Когда рушится мир»
- «Бунт невесток»

## Фильмография
Как телережиссёр:
- «Легенда Чаборза», короткометражный фильм, ЧГТРК «Грозный», 2016 г.
- «Волшебный гребень», короткометражный фильм, ЧГТРК «Грозный», 2014 г.
- «Гази-хаджи Зандакский», полнометражный телевизионный фильм, ЧГТРК «Грозный», 2010 г. Фильм занял 1 место в одной из номинаций VI Международного журналистского конкурс «Золотое перо» (г. Грозный, 2011 г.).
- «Мать Сурхо», полнометражный телевизионный фильм, ЧГТРК «Грозный», 2009 г.

Как актриса кино:
- «Приказано забыть» (2014): авторы сценария — Руслан Коканаев и Султан Заурбеков, режиссёр — Хусейн Эркенов, полнометражный художественный фильм.
- «Тучки небесные» (2012): автор сценария — Аза Мухиева, режиссёр — Дарья Москвина, короткометражный художественный фильм.

## Дискография

### «Сан син урамаш» («Улицы моей души»)
| №  | Песня                  | Перевод             | Композитор     | Поэт         |
| -- | ---------------------- | ------------------- | -------------- | ------------ |
| 1  | Нохчийчоь — ирс ду     | Чечня — моё счастье | Али Димаев     | Муса Ахмадов |
| 2  | Марша гӏойла, бӏаьсте  | До свидания, весна  | Седа Ахмадова  | Муса Ахмадов |
| 3  | Тамаше дуьне           | Удивительный мир    | Седа Ахмадова  | Муса Ахмадов |
| 4  | Нана                   | Мать                | Марьям Ташаева | Муса Ахмадов |
| 5  | Нохчийчоьхь — догӏанаш | В Чечне дожди       | Седа Ахмадова  | Муса Ахмадов |
| 6  | Маьркӏаже              | Вечер               | Али Димаев     | Муса Ахмадов |
| 7  | Безаман Iуьйре         | Утро любви          | Марьям Ташаева | Муса Ахмадов |
| 8  | Ма алалахь             | Не говори           | Али Димаев     | Муса Ахмадов |
| 9  | Сема са                | Беспокойная душа    | Седа Ахмадова  | Муса Ахмадов |
| 10 | Гӏаргӏулеш             | Журавли             | Седа Ахмадова  | Муса Ахмадов |
| 11 | Гуьйре                 | Осень               | Марьям Ташаева | Муса Ахмадов |
| 12 | Вайн шераш             | Наши годы           | Седа Ахмадова  | Муса Ахмадов |
| 13 | Хоьме ваша             | Дорогой брат        | Седа Ахмадова  | Муса Ахмадов |
| 14 | Сан доттагӏа           | Мой друг            | Седа Ахмадова  | Муса Ахмадов |
| 15 | Ненан йовлакх          | Мамин платок        | Седа Ахмадова  | Муса Ахмадов |
| 16 | Заманан хи             | Река времени        | Али Димаев     | Муса Ахмадов |

### «Буьйсанехь догӏа» («Ночной дождь»)

#### Диск 1
| №  | Песня               | Перевод                  | Композитор       | Поэт             |
| -- | ------------------- | ------------------------ | ---------------- | ---------------- |
| 1  | Буьйсанехь догӏа    | Ночной дождь             | М. Кабардоков    | Хава Ахмадова    |
| 2  | Со йиц ма елахь     | Не забывай меня          | Марьям Ташаева   | Хава Ахмадова    |
| 3  | Суьйренан романс    | Вечерний романс          | Рамзан Даудов    | Л. Абдулаев      |
| 4  | Со кхин ца оьшу     | Я больше не нужна        | Марьям Ташаева   | Хава Ахмадова    |
| 5  | Ма хала стаг ву хьо | Какой ты сложный человек | Аднан Шахбулатов | Магомед Дикаев   |
| 6  | Ло тӏешерша         | Снег кружится            | Сальваторе Адамо | Сальваторе Адамо |
| 7  | Хьан бӏаьргийн нур  | Блеск твоих глаз         | Рамзан Даудов    | Р. Кадиев        |
| 8  | Сан безам           | Моя любовь               | Рамзан Даудов    | Хава Ахмадова    |
| 9  | Iаьнан седа         | Зимняя звезда            | Рамзан Даудов    | Хава Ахмадова    |
| 10 | Аганан илли         | Колыбельная              | Рамзан Даудов    | Р. Ахмадов       |
| 11 | Нана                | Мать                     | Рамзан Даудов    | Хава Ахмадова    |
| 12 | Маьлхан йиш         | Солнечная песня          | М. Кабардоков    | Хава Ахмадова    |
| 13 | Ненан йовлакх       | Мамин платок             | Седа Ахмадова    | Муса Ахмадов     |
| 14 | Мехкан барт         | Мир родине               | Али Димаев       | Хава Ахмадова    |
| 15 | Сирла ойла          | Светлая мысль            | Рамзан Даудов    | Хава Ахмадова    |
| 16 | Сийлахьа Нохчийчоь  | Родная Чечня             | Али Димаев       | Муса Ахмадов     |

#### «Иду к тебе»
| №  | Песня                | Композитор    | Поэт           |
| -- | -------------------- | ------------- | -------------- |
| 1  | Твоё имя             | З. Осмаева    | З. Осмаева     |
| 2  | Болит тревожная душа | Седа Ахмадова | Роза Талхигова |
| 3  | Потеряюсь в счастье  | Р. Кабардоков | Хава Ахмадова  |
| 4  | Как сказать?         | М. Кабардоков | З. Осмаева     |
| 5  | Зажигай              | М. Кабардоков | Хава Ахмадова  |
| 6  | Ищу тебя             | З. Осмаева    | З. Осмаева     |
| 7  | Иду к тебе           | М. Кабардоков | З. Осмаева     |
| 8  | Не нужна             | М. Кабардоков | Хава Ахмадова  |
| 9  | За тобой             | З. Осмаева    | З. Осмаева     |
| 10 | Просто показалось    | З. Осмаева    | З. Осмаева     |
| 11 | Нарисуй              | М. Кабардоков | З. Осмаева     |
| 12 | Милый друг           | З. Осмаева    | З. Осмаева     |
| 13 | Не уходи             | З. Осмаева    | З. Осмаева     |
| 14 | Украду тебя          | З. Осмаева    | З. Осмаева     |
| 15 | Город городов        | М. Кабардоков | З. Осмаева     |
| 16 | Ветер                | М. Кабардоков | Хава Ахмадова  |

## Семья
Супруга Народного писателя Чечни Мусы Ахмадова. У них три дочери и два сына.